# Hankovce (powiat Bardejów)
Hankovce – wieś (obec) na Słowacji położona w kraju preszowskim, w powiecie Bardejów. Pierwsze wzmianki o miejscowości pochodzą z roku 1427.
Według danych z dnia 31 grudnia 2010, wieś zamieszkiwało 397 osób, w tym 200 kobiet i 197 mężczyzn.
W 2001 roku względem narodowości i przynależności etnicznej Słowacy stanowili 99,53% populacji a Ukraińcy 0,24%.